# VoKee
VoKee je kalifornská alternativně-rocková skupina založena bývalým zpěvákem The Apex Theory a bubeníkem System of a Down Ontronikem

## Biografie
Po opuštění The Apex Theory v prosinci 2002, rozjel zpěvák Ontronik krátký sólový projekt s Dryden Mitchellem a Gavinen Hayesem. Nenašel však to, co muzikantsky hledal, a tak opustil svůj projekt a připojil se v roce 2004 k VoKee.
V roce 2005 VoKee vydali volně šiřitelné EP nazváno Pre-Motional Songs. Každý kdo napsal email členům (tzv. "Street Brigade" - promotional street team) dostal disc.
V roce 2006 VoKee vydali další promo disc, tentokrát se třemi novými singly.
Právě "Angels", "Hands Of Time", "Signs" a "Ocean" si můžeme stáhnout z oficiálních stránek skupiny. V polovině roku 2006 VoKee vydali videoklip k singlu Angels. Také volně ke stažení na webu.
Ve stejný čas VoKee vydali oficiální DVD pojmenované timelines'n'virtual.
Songy "Sorrow" a "Angels" si můžeme poslechnou na MySpace stránce skupiny.

## Členové

### Současní členové
- Ontronik: zpěvák, kytara
- Colby: kytara
- Tedd: basová kytara (od roku 2004)
- PC: bubny

### Dočasní členové
- Christian Hernandez - basová kytara (2004)

## Diskografie
- 2005: Pre-Motional Songs
- 2006: Riding the Walls